# Nier: Automata
Nier: Automata (ニーア オートマタ?, Nīa Ōtomata) (reso graficamente NieR:Automata) è un videogioco action RPG sviluppato dalla giapponese PlatinumGames e pubblicato da Square Enix per PlayStation 4 e Microsoft Windows nel 2017, per Xbox One nel 2018 e per Nintendo Switch nel 2022. È il sequel del videogioco del 2010 Nier, a sua volta spin-off della serie Drakengard. Ambientata in una guerra per procura tra le "biomacchine", automi creati dagli alieni durante l'invasione della Terra, e gli "androidi", le forze di difesa sviluppate da ciò che resta dell'umanità nascostasi sulla Luna, la storia di Nier: Automata narra le vicende di un'androide da combattimento, del suo compagno di squadra e di un prototipo fuggitivo. Il gameplay di Nier: Automata combina elementi tipici di videogioco di ruolo alla giapponese ad altri di hack and slash con fasi di gioco in stile danmaku, simili a quelli visti in Nier.
Al momento della sua uscita, Nier: Automata ha ricevuto un'accoglienza positiva da parte della critica, che ne ha lodato la narrazione, la caratterizzazione dei personaggi, la profondità dei temi affrontati, la colonna sonora, il sistema di combattimento e la commistione di diversi generi nel suo gameplay, nonché il suo utilizzo del medium videoludico per raccontare una storia. Al gennaio del 2021, il gioco ha venduto oltre cinque milioni di copie in tutto il mondo.

## Trama
NieR: Automata è diviso in 4 run principali (A, B, C, D), alle quali si aggiungono 2 run segrete (E, Y). Le altre run, facoltative e che portano a un finale non canonico, sono rappresentate dalle restanti lettere dell'alfabeto inglese e dal simbolo ◬.

### Run A/B, parte 1
In seguito ad un attacco alieno il mondo è invaso dalle biomacchine, costruite al fine di combattere l’umanità. I pochi sopravvissuti si riuniscono nel Consiglio dell’Umanità e si rifugiano in una base situata sulla Luna e protetta dal “Bunker”, base operativa della YoRHa, un gruppo di androidi con caratteristiche umane creati dal Consiglio al fine di sconfiggere le biomacchine e permettere all’Umanità di rinascere sulla Terra.
Durante un'operazione militare gli androidi 2B (modello 2, tipo battaglia) e 9S (modello 9, tipo scanner) affrontano le biomacchine e i goliath "Marx" e "Engels", ma vengono circondati e sono costretti a farsi esplodere unendo le loro scatole nere. Nonostante ciò, l'operazione riesce e gli androidi vengono rigenerati al bunker, dove il comandante affida loro la protezione della "Resistenza", un avamposto di androidi alleato del Consiglio.
Gli androidi YoRHa si dirigono quindi sulla terra e, dopo qualche missione, raggiungono il deserto invaso dalle biomacchine. Queste iniziano a formare un bozzolo dalla quale esce un ibrido androide/biomacchina, Adam. Dopo la sua sconfitta il suo corpo si rigenera e da esso esce un secondo ibrido, Eve. 2B e 9S sono costretti alla ritirata nel campo della resistenza, e il comandante li incarica del recupero di alcune unità YoRHa ancora funzionanti; gli androidi scopriranno che le biomacchine cercano di imitare i comportamenti degli umani e neutralizzano il Goliath Simone. Dopo la distruzione di Simone gli androidi sono invitati al villaggio di Pascal, una biomacchina che ha unito varie macchine per creare rapporti pacifici con umani e androidi; la conoscenza di Pascal è però interrotta dall'arrivo di un altro Goliath, Engels. Dopo averlo distrutto il Bunker rileva un segnale proveniente dal sottosuolo.
2B e 9S raggiungono subito le profondità della città ma trovano un cimitero di alieni gestito da Adam e Eve: durante lo scontro che si scatena i due rivelano che le biomacchine si ribellarono ed uccisero gli alieni, mosse dal desiderio di conoscere gli umani. I due scompaiono e il comando affida agli androidi una nuova missione: rintracciare dei segnali provenienti dalla foresta, abitata da biomacchine devote al "Re della foresta", un bebè biomacchina. Quest'ultimo viene ucciso da A2 (modello 2, tipo attaccante), un prototipo di androide ribelle ricercato per tradimento, dopo la cui fuga 2B e 9S si occupano di una biomacchina nell'Oceano Pacifico; per distruggerla, 9S subisce gravissimi danni e viene rapito da Adam mentre 2B è svenuta in seguito all'esplosione del Goliath.
Mentre 2B cerca l'amico grazie a uno scanner ideato dagli androidi della resistenza Devola e Popola, 9S recupera piano piano la memoria interfacciandosi al server centrale YoRHa. 2B trova Adam in una città clone, da lui stesso creata al fine di studiare gli umani, e lo affronta. 9S scopre che il Consiglio dell'Umanità non è mai esistito e in realtà sulla Luna è custodito l’ultimo campione di genoma umano. 2B uccide Adam e salva 9S, raggiungendo poi Pascal al fine di contattare delle biomacchine che offrono un trattato di pace; durante le negoziazioni queste impazziscono e i due sono costretti a scappare. 9S, che ha fornito supporto entrando nella rete delle biomacchine, chiede conferma delle rivelazioni al comandante, che conferma tutto quanto ed affida a 9S un incarico prima di raggiungere 2B: scegliere cosa fare per il futuro.
Eve scopre della morte del fratello e decide di uccidere 2B e 9S, ma i due hanno la meglio. Tuttavia, mentre manomette Eve, 9S rimane infettato da un virus e per evitare il contagio 2B è costretta ad ucciderlo e a non rigenerare più il suo corpo. Disperata, esegue l'ordine, ma scopre che 9S è ancora salvo grazie alla rete creata dalle biomacchine pacifiche, la quale ha conservato i suoi dati prima dell'infezione permettendo il trasferimento in un nuovo corpo.

### Run C/D, parte 2
Dopo la distruzione di Adam e Eve, la rete delle biomacchine appare instabile e gli YoRHa lanciano un attacco massiccio per volere del Consiglio, volto a riconquistare la zona della città: tale attacco sarà gestito da 2B e da un incerto 9S, indeciso a seguito delle rivelazioni del comandante. Durante l'assalto gli androidi alleati vengono infettati e i due sono costretti a ritirarsi al Bunker, dove il comandante li accusa di sospetta infezione informatica, sebbene 9S ribadisca che la ritirata non è stata comunicata a seguito di un'interferenza. In quel momento le unità YoRHa nel bunker vengono infettate e i due portano in salvo il comandante nell'hangar che, anch’essa infetta, li fa scappare senza di lei.
Il bunker esplode e i due vengono sbalzati via: 2B subisce ingenti danni e si separa da 9S, prendendo i comandi del suo aeroscheletro per proteggerlo. Una volta atterrata, però, 2B rileva un'infezione al proprio sistema, capendo che non può continuare a funzionare. Decide di eliminarsi recandosi nel vecchio centro commerciale, dove spera di isolare l'infezione sacrificandosi. Facendo questo, tuttavia, riesce con le sue ultime forze a incontrare A2, che si offre di farsi trasferire la missione e i dati e di tenere la spada di 2B, la quale gli affida la protezione di 9S. Per completare il trasferimento dati, A2 uccide 2B sotto gli occhi di 9S: dopo la scomparsa di A2 e la perdita di conoscenza di 9S, dal cratere delle rovine della città si erge una torre bianca.
Dopo il suo risveglio 9S decide di raggiungere la Torre, che non può raggiungere senza tre codici di accesso, mentre A2 è impegnata a fornire supporto a Pascal. Quest'ultimo, dopo che il suo villaggio viene distrutto dai suoi stessi abitanti impazziti e dopo che tutti i bambini-biomacchina si sono suicidati per la paura, chiede a A2 di cancellargli la memoria o in alternativa di ucciderlo: la scelta spetta al giocatore.
Mentre ottiene i codici di accesso, 9S si rivela essere ormai sadico e mentalmente instabile a causa della morte di 2B. Secondo i Pod di A2 e 9S, i quali condividono i propri dati, i due androidi devono essere tenuti lontani il più possibile, per evitare gravi conseguenze per entrambi.
9S entra nella torre, aiutato dal sacrificio di Devola e Popola: all'interno trova il vero Consiglio dell'Umanità, il cui obiettivo è creare "una nuova umanità" fatta di perfezione. Dopo gli eventi del precedente NieR l'umanità si è estinta: i sopravvissuti sono stati trasferiti in un sistema informatico, modificando la rete delle biomacchine. Una volta terminata l’invasione aliena, le biomacchine avrebbero creato una nuova società umana assimilando e correggendo gli usi e i costumi della precedente. Per far reggere il piano il consiglio creò gli YoRHa e gli assegnò una falsa missione, la quale li avrebbe portati a morte certa ma perlomeno avrebbe protetto le intenzioni del Consiglio.
9S e A2 decidono indipendentemente di raggiungere il nucleo della torre. Questa ha distrutto il Consiglio dell'Umanità, scoprendo che la torre è in realtà un cannone puntato contro la base lunare. Dopo aver distrutto assieme un Goliath, 9S e A2 si incontrano. A2 rivela quindi che la designazione ufficiale di 2B era in realtà 2E (modello 2, tipo eliminatore); essa era stata creata per eliminare colui che con la sua ricerca della verità stava ostacolando il consiglio, ovvero 9S, ma era arrivata a non sopportare più di doverlo uccidere ogni volta e di vederlo soffrire di più, prendendo la decisione di proteggerlo dal consiglio stesso (viene sottinteso che 2B abbia dovuto eliminare 9S molte volte prima degli eventi del gioco e a volte off screen) e di conseguenze le sue emozioni e sentimenti hanno superato le direttive del consiglio, portandola perfino al suicidio ed a vincolare A2 ad una promessa. 9S risponde che nulla ha più senso, dato che gli YoRHa stessi sono carne da macello, programmati per essere infettati da un virus logico dopo un dato lasso di tempo, e decide di scontrarsi con A2 in un'ultima battaglia, chiedendo ai loro Pod di rinunciare alla logica finché uno dei due androidi non fosse morto. Il finale cambia a seconda del personaggio che si sceglie di controllare:

#### A2 - Finale C
A2 sconfigge 9S ed entra nella sua mente, così da purificarlo dal virus, affidandone poi il corpo a Pod 042, che se ne va, e annulla il lancio contro la Luna, non sapendone il vero scopo. La Torre inizia così a crollare, travolgendo A2, che muore mantenendo la promessa di 2B e guardando il paesaggio terrestre, di cui finalmente riesce a capire la bellezza. Le biomacchine hanno così perso la guerra.

#### 9S - Finale D
9S sconfigge A2 e la trafigge con la spada; A2 si arresta un secondo prima di colpirlo a morte, trattenuta dal ricordo di 2B, ma 9S viene comunque trafitto dall'arma di A2 cadendovi sopra. Entrambi muoiono, ma 9S riesce a collegare la sua memoria con la Torre. Si scopre che in realtà il compito della Torre era di mandare le memorie delle biomacchine verso la Luna, così da tramandare la mentalità umana anche in altri pianeti dello spazio; il giocatore può scegliere se mandare o no anche le memorie di 9S. Se si sceglierà di farlo si scoprirà che le memorie di Adam ed Eve ci sono ancora, e che quindi possono vivere insieme e felici.

### Run E, il vero finale
Questo finale può essere sbloccato solo con una connessione a Internet e dopo aver ottenuto almeno i finali A, B, C e D.
Dopo il finale D (che quindi è il percorso canonico per giungere al finale canonico E) i Pod 042 e 153 capiscono che si sono affezionati agli androidi e che quindi possono provare emozioni umane, e Pod 153 dice a Pod 042 che devono cancellarsi la memoria perché il progetto YoRHa è terminato, visto che tutti gli androidi che ne facevano parte sono deceduti e che il compito del Consiglio è riuscito, ma Pod 042 si rifiuta, facendo partire il ripristino dei dati degli androidi protagonisti, che avrà successo solo quando si passerà un'ultima fase shoot'em up nei titoli di coda. Le ultime scene mostrano tutti i Pod rimasti che cercano di ricostruire 2B, 9S e A2, poiché quest'ultimi si sono in realtà salvati, anche se nell'ambientazione circostante non si vedono biomacchine, segno che la guerra si è conclusa senza un vero vincitore. Dopodiché, i Pod chiederanno al giocatore di trasferire le proprie memorie nella rete per aiutare gli altri giocatori a completare i titoli di coda, così da terminare per sempre il progetto YoRHa. Se si accetterà, il gioco cancellerà tutti i dati di salvataggio e immetterà nella rete un corpo di androide, contenente un messaggio di incoraggiamento ed alcuni oggetti del giocatore, il quale potrà poi essere assorbito da un altro giocatore se esso sta giocando con una connessione a Internet. L'unica possibilità sarà poi proseguire con una nuova partita da zero.

### Run Y, finale segreto
Nel corso di alcune missioni si spiega la storia di Emil, apparso per la prima volta in NieR, che si sacrificherà per salvare gli androidi. Si sblocca dopo aver incontrato Emil nel suo negozio e dopo aver avviato così la missione "Il coraggio di Emil".

## Modalità di gioco
Nier: Automata è un gioco d'azione con elementi RPG in cui il giocatore prende il ruolo di diversi androidi da combattimento delle unità YoRHa in un ambiente open world. Oltre alla classica navigazione a piedi, il giocatore può chiamare un animale da monta, e in alcuni scenari può pilotare dei mecha per combattere i nemici. Come il titolo precedente, durante l'avanzamento in alcuni ambienti di gioco, la telecamera cambia dalla classica prospettiva in terza persona a varie riprese a scorrimento orizzontale. In alcune aree sono inclusi elementi platform, i quali richiedono che il giocatore salti tra varie piattaforme o superi diversi ostacoli. Il giocatore può accettare delle missioni secondarie da vari personaggi non giocanti sparsi nel mondo di gioco, e in vari negozi può inoltre acquistare oggetti e pozioni per recuperare vita durante i combattimenti o ottenere degli aumenti temporanei alle proprie statistiche.
Il combattimento vede i giocatori combattere i nemici in scontri in tempo reale in una vasta gamma di ambientazioni. Durante il combattimento il giocatore può utilizzare attacchi leggeri, veloci ma relativamente deboli, e attacchi pesanti, lenti ma più potenti. Il giocatore può schivare gli attacchi nemici, e premendo una serie di pulsanti con successo può guadagnare un'invulnerabilità temporanea e lanciare efficaci contrattacchi. Il giocatore è inoltre assistito da un Pod, un robot assistente volante che può lanciare attacchi come colpi di arma da fuoco o armi bianche, o ancora può generare degli scudi per difendere il giocatore. Il giocatore può accedere a quattro tipi di armi differenti: spade corte, spade lunghe, pugni e lance, e può alternarli creando combinazioni d'attacco differenti.
Avanzando nel corso del gioco, il giocatore guadagna livelli d'esperienza, aumentando la propria vita, difesa e potenza d'attacco. Il potenziamento dei personaggi avviene anche tramite dei chip, che installati sui personaggi del giocatore ne modificano gli attributi e apportano benefici che variano dall'alterare l'HUD a garantire diverse migliorie alle statistiche. Il numero di chip che può essere installato su un personaggio è limitato dal numero di slot disponibili, e possono essere acquistati nei negozi o raccolti dai corpi dei nemici sconfitti. Se il giocatore muore nel corso dell'avventura, rinascerà nel punto di salvataggio precedente, e potrà successivamente ritrovare il vecchio corpo e recuperarne gli oggetti e l'esperienza o provare a ripararlo; qualora ci riesca, il secondo personaggio può essere schierato come alleato temporaneo oppure come nemico da sconfiggere per ottenere ulteriori bonus. Abilitando la modalità online, anche i corpi degli altri giocatori possono essere saccheggiati o resuscitati nel luogo in cui sono morti.
Il gioco conta cinque finali principali, ognuno dei quali sblocca nuove porzioni di storia, sequenze di gioco inedite e diversificazioni nella narrativa e nel gameplay. Oltre ad essi, Automata conta ben 21 finali secondari, più uno incluso nel DLC 3C3C1D119440927, raggiungibili in varie fasi del gioco, che rappresentano principalmente modi rapidi e bizzarri per terminare l'avventura principale.

## Personaggi
- YoRHa No.2 Type B (2B): androide da combattimento di sesso femminile, protagonista della "Run A". Molto affascinante, ha una personalità fredda e parla molto poco, preferendo svolgere le missioni in tranquillità. Non incoraggia chiacchiere oziose su argomenti frivoli ed è generalmente reticente verso gli altri. Ha un alto rispetto per la catena di comando e raramente mette in discussione gli ordini, a differenza del suo partner. La natura del suo carattere così freddo è dovuta a traumi che l'hanno segnata psicologicamente, ma in realtà è una persona buona e sensibile e dentro di sé porta un dolore frustrante.
- YoRHa No.9 Type S (9S): androide scanner di sesso maschile, protagonista delle "Run B e D" e avversario principale della "Run C". Androide specializzato nella raccolta di informazioni e nella manomissione, è tuttavia adatto anche al combattimento. Ha una personalità emotiva ed è gentile ed educato, tanto che, all'inizio del suo rapporto con 2B, vi si riferisce chiamandola signora in segno di rispetto per il grado superiore. Cerca sempre di aiutare chi è in difficoltà e cerca sempre di convincere 2B a essere più altruista. Col tempo 2B e 9S stringono un rapporto di amicizia profondo.
- YoRHa Type A No.2 (A2): androide d'assalto di sesso femminile, protagonista della "Run C" e avversaria principale della "Run D". Un'androide disertrice che prima degli eventi della trama principale ha partecipato attivamente alle missioni di distruzione delle macchine, ma che dopo un evento particolare ha deciso di disertare e distruggere da sola le macchine. Come 2B, possiede una personalità molto chiusa e parla a stento. Odia profondamente le macchine e desidera distruggerle, trovando assurde le macchine pacifiche come quelle del villaggio di Pascal. Col tempo, tuttavia, instaura un'amicizia con la macchina Pascal aiutandola a salvare la sua gente. Non ama ricevere ordini e preferisce lavorare da sola. Come 2B, anche lei porta un passato orribile che cerca di nascondere.
- Pod 042 e Pod 153: i Pod sono dispositivi dotati di intelligenza artificiale e armati che forniscono supporto nei combattimenti ai soldati YoRHa. Sono in grado di accedere alle informazioni nella rete per fornire ai soldati YoRHa informazioni sui loro nemici e consigli. Il Pod 042 è assegnato a 2B mentre il Pod 153 a 9S.
- Adam e Eve: due macchine che hanno raggiunto un grado di evoluzione talmente elevato da renderli identici agli esseri umani, fisicamente e psicologicamente. Sono i principali antagonisti delle "Run A e B". I loro nomi sono un chiaro riferimento ai due personaggi biblici Adamo ed Eva. Entrambi posseggono una carnagione molto chiara e dei capelli argentati, tuttavia hanno personalità differenti. Adam è il fratello maggiore, molto attratto dalla cultura umana e che cerca di immedesimarsi negli uomini, per esempio vestendosi a loro immagine, per studiarne i segreti; è freddo, pragmatico e, disposto a fare qualsiasi cosa per svelare i segreti della vita e degli esseri umani, prova piacere nello scoprire cose nuove. Eve invece presenta una personalità più immatura e trova noioso cercare di scoprire l'essenza dell'essere umano; il suo unico desiderio è soddisfare il fratello maggiore. Entrambi posseggono delle abilità uniche che li rendono gli esseri più potenti del pianeta e i nuovi sovrani delle macchine.
- Il Comandante: androide di sesso femminile e leader della squadra YoRHa, nonché superiora di 2B, è un comandante serio che prende il suo lavoro con molta passione. 9S la definisce una dittatrice per il suo modo di dare ordini, ma questo è solo il suo carattere freddo, perché il suo obiettivo è quello di sterminare le macchine sulla Terra.
- Operatore 6O e Operatore 21O: androidi di sesso femminile situati nel bunker che orbita attorno alla Terra e che supportano le squadre YoRHa sul campo. Come per altri operatori, i loro compiti includono l'invio di direttive ai soldati YoRHa sul campo e l'analisi delle informazioni. L'Operatore 60 è assegnata a 2B ed è molto cordiale, socievole e cerca sempre di parlare con 2B anche di cose futili, per alleggerire i loro incarichi. Nonostante debba sempre restare nel bunker, vorrebbe vedere coi suoi occhi la Terra e sentire l'aria e il calore del Sole. L'Operatore 21O, assegnata a 9S, dimostra una personalità più fredda e comunica con 9S solo per questioni di lavoro, tuttavia poco a poco vi si apre, dichiarando che vorrebbe avere una famiglia come gli esseri umani.
- Anemone:la leader della Resistenza situata sulla Terra, si preoccupa molto per i suoi soldati e cerca sempre di trovare un modo per sconfiggere le biomacchine, stringendo comunque un'alleanza con la macchina Pascal. In passato ha avuto un legame con A2 che sembra essersi tramutato in una relazione.
- Pascal: una macchina pacifica che ha creato un villaggio dove le macchine possono vivere in pace e tranquillità. Affascinata dalla cultura umana, cerca ogni informazione sul loro mondo, provando ad apprendere ogni cosa e imparando a conoscere le emozioni. Nonostante non si consideri un leader, viene riconosciuto dalle sue macchine come il loro capo e si identifica come un maschio, benché le macchine non abbiano sesso, ma utilizza una voce femminile per risultare più cordiale alle orecchie degli altri.
- Devola e Popola: due gemelle androidi che hanno vissuto per migliaia di anni. Possiedono dei capelli color scarlatto e hanno l'aspetto di due ragazze adolescenti. In passato gli androidi della loro categoria rischiarono di distruggere il mondo, e per questo tutti i modelli di quella categoria furono distrutti, ad eccezione di loro, a cui è stata concessa la possibilità di redimersi. Provano molto dolore per quello che hanno fatto in passato i loro simili e nonostante cerchino sempre di aiutare vengono discriminate, insultate e picchiate.

## Sviluppo
La produzione iniziò nel 2014, con il ritorno ai rispettivi ruoli da parte di Yoko Taro, creatore della serie, il produttore Yosuke Saito e i compositori Keiichi Okabe e Keigo Hoashi, con Akihiko Yoshida, artista di Square Enix, nel ruolo di character designer. La storia riguarda temi familiari per Yoko e contenuti nei suoi lavori precedenti, come l'impulso umano di uccidere, affrontando allo stesso tempo problemi come il confronto con i pregiudizi e la fuga da situazioni difficili. L'obiettivo era di creare un gioco con lo stile di Nier che fosse attinente allo spirito del titolo originale, e contemporaneamente affinare il sistema di combattimento. Dal momento che si trattava di un progetto completamente nuovo per gli sviluppatori, lo staff di Platinum Games ha incontrato molte difficoltà durante lo sviluppo del gameplay e dell'ambientazione open world.

## Accoglienza
| Aggregatore di recensioni |                          |
| Aggregatore               | Giudizio                 |
| Metacritic                | (PS4) 88/100 (PC) 84/100 |
| Recensioni                |                          |
| Pubblicazione             | Giudizio                 |
| Destructoid               | 9/10                     |
| EGM                       | 8.5/10                   |
| Famitsū                   | 39/40                    |
| Game Revolution           | [ 10 ]                   |
| Game Informer             | 7.75/10                  |
| GameSpot                  | 9/10                     |
| GamesRadar+               | [ 13 ]                   |
| IGN                       | 8.9/10                   |
| PC Gamer                  | 79/100                   |
| Polygon                   | 8/10                     |
| VideoGamer.com            | 9/10                     |
| Premi                     |                          |
| Pubblicazione             | Premio                   |
| The Game Awards 2017      | Miglior colonna sonora   |

Nier: Automata ha ricevuto recensioni "generalmente positive", secondo l'aggregatore di recensioni Metacritic. La storia ha ricevuto le lodi da parte della critica; Miguel Concepcion di GameSpot l'ha definita "coinvolgente", sottolineando positivamente la qualità della narrazione non convenzionale e la direzione da parte di Yoko Taro. Janine Hawkins di Polygon ha commentato lo scorrimento della storia notando che, nonostante l'utilizzo di finali multipli, il gioco modifica aspetti della narrazione e del gameplay anche durante la rivisitazione di sezioni già giocate in precedenza, cosa che rende il gioco "altamente impegnato nel mantenere lo slancio del giocatore, fornendogli ogni ragione per proseguire nel gioco, e questo ha reso la ricerca di quei 'veri' finali molto più appagante per me". Adam Cook di VideoGamer.com ha riservato dei commenti positivi per i personaggi, in particolare riguardo al rapporto tra 2B e 9S, a causa delle differenze iniziali tra i due e delle interazioni che i due protagonisti hanno in seguito ad esse.
Il sistema di combattimento è stato accolto positivamente dalla critica, che ha notato i miglioramenti apportati rispetto ai precedenti lavori di Taro, in parte grazie al coinvolgimento di Platinum Games nello sviluppo. Chris Carter di Destructoid ha elogiato la varietà degli approcci al combattimento, alle animazioni e alle boss fight, dicendo che "il punto di forza di Platinum è che sa come gestire praticamente ogni tipo di sistema di combattimento". Analogamente, Sam Prell di GamesRadar+ ha definito il sistema di combattimento "armonioso e sbalorditivo", citando inoltre l'uso dei "chip" per alterare le abilità del giocatore e diversificare i combattimenti. James Kozanitis di Game Revolution ha definito il sistema di combattimento creativo, evidenziando le continue variazioni di stile nel gameplay durante il gioco, criticando tuttavia alcune problematiche relative ai cambi di difficoltà nelle opzioni, trovando troppo facili quelle più semplici ed eccessivamente difficili quelle più impegnative.
Mollie L. Patterson di EGM ha lodato la colonna sonora di Keiichi Okabe per la sua varietà e per come riesce a migliorare intere sezioni di gioco, mentre Mike Fahey di Kotaku ha ritenuto che essa sia riuscita a "tradurre perfettamente la strana combinazione, da parte di Taro, di dramma e stravaganza in una serie di canzoni stupende sublimemente adattate agli eventi e alle ambientazioni che accompagnano". Meghan Sullivan di IGN ha definito la colonna sonora "splendida", contribuendo al già positivo mondo di gioco grazie alla sua varietà e al suo design. D'altra parte, Joe Juba di Game Informer, nonostante abbia apprezzato il mondo e la caratterizzazione dei personaggi, ha trovato la resa grafica delle ambientazioni un "anonimo paesaggio visivo". Similmente, Jeffrey Matulef di Eurogamer ha descritto il mondo di gioco come composto di "texture confuse e ambientazioni spigolose". Andy Kelly, recensore per PC Gamer, pur mostrandosi globalmente positivo verso il gioco in sé, è stato critico nei confronti del porting del gioco per PC al momento della sua uscita, evidenziando un frame rate fermo a 30 FPS, problemi visivi e crash del gioco.
In Giappone, Famitsū ha riservato al gioco grandi elogi, con molte recensioni che hanno notato il tono melanconico della storia. La rivista giapponese ha lodato le ambientazioni, definendole "desolate ma bellissime", e ha rivolto plausi generali al comparto sonoro e al gameplay, in particolare al meccanismo di schivata e alle funzioni del Pod. Un recensore ha ritenuto le meccaniche di personalizzazione "ingombranti", mentre un altro ha notato tempi di caricamento eccessivamente lunghi. Sulla base di un sondaggio rivolto a 2324 partecipanti (principalmente giapponesi), Famitsū ha valutato il gioco con un punteggio medio di 93,3/100. Il personaggio più popolare votato nel sondaggio è stato 2B, il cattivo più popolare è stato Eve, mentre la colonna sonora più votata è stata "Weight of The World".

### Vendite
Il gioco ha venduto 198 542 copie nella prima settimana di vendita in Giappone, conquistando il primo posto nelle classifiche e superando di gran lunga le vendite del primo Nier nel 2010. Il 21 aprile 2017 Square Enix ha annunciato che la sola versione per PS4 del gioco aveva superato le 500 000 copie spedite e vendite digitali nella regione Asia/Giappone, e il 30 aprile 2017 è stato riportato che il gioco aveva venduto 313 252 copie fisiche in tutto il Giappone. Su scala globale, è stato segnalato che alla fine di maggio 2017 il gioco ha registrato oltre 1 500 000 copie spedite in tutto il mondo, incluse le vendite al dettaglio e le vendite digitali su PS4 e PC. A dicembre 2017, il gioco ha venduto oltre due milioni di copie fra le due piattaforme, a luglio 2019 ha raggiunto quota quattro milioni e al gennaio del 2021 ha superato i cinque milioni di copie in tutto il mondo.

### Premi e riconoscimenti
Nier: Automata è stato nominato per le categorie "Miglior narrativa" e "Gioco per PlayStation dell'anno" alla 35ª edizione dei Golden Joystick Awards, mentre ai The Game Awards 2017 il gioco ha vinto il premio per la "Miglior colonna sonora" ed è stato nominato nelle categorie "Miglior narrativa" e "Miglior GDR". Ai Global Game Awards, il gioco ha vinto come "Gioco dell'anno 2017", "Miglior Sci-fi" e "Miglior audio" ai Global Game Awards 2017, mentre si è piazzato al secondo posto nelle categorie "Miglior gioco d'azione" e "Migliore storia", e al terzo posto per "Miglior open world". Ai Best of 2017 Awards di IGN, il gioco è stato nominato nelle categorie "Gioco dell'anno", "Miglior gioco per PlayStation 4", "Miglior GDR", "Miglior storia" e "Miglior colonna sonora originale" (per la quale si è piazzato al secondo posto). Il gioco ha inoltre vinto il premio come "Miglior gioco per PS4" ai Game of the Year Awards 2017 di Destructoid. Ha vinto il premio di "Miglior negoziante" per il personaggio di Emil e i premi "Miglior musica", "Miglior momento o sequenza" (percorso E) e "Miglior storia", piazzandosi inoltre al secondo posto nella categorie "Miglior nuovo personaggio" (per il personaggio di Pascal) e "Gioco dell'anno" ai Game of the Year 2017 Awards di Giant Bomb.
PC Gamer ha premiato il gioco come "Miglior gioco d'azione", mentre le altre candidature ricevute erano per le categorie "Miglior storia", "Miglior mod" (per FAR: Fix Automata Resolution), "Gioco di successo dell'anno" e "Gioco dell'anno". Il gioco si è piazzato al primo posto su dieci titoli ai Best Games of 2017 della rivista Wired. Polygon ha posizionato il gioco al quarto posto nella lista dei "Giochi dell'anno" e nella lista dei "Migliori 50 giochi del 2017", GameSpot lo ha piazzato al decimo posto, Eurogamer gli ha attribuito la 36ª posizione nella sua lista dei "Migliori 50 giochi del 2017", mentre EGMNow lo ha posizionato al decimo posto tra i "Migliori 25 giochi del 2017".
Il gioco ha vinto il premio come "Miglior partner" (per il personaggio di 9S) e "Miglior colonna sonora" ai 2017 RPG of the Year Awards di Game Informer, mentre nei loro Reader's Choice Best of 2017 Awards è stato giudicato al terzo posto sia per "Miglior gioco Sony" che per "Miglior gioco di ruolo". Il gioco è stato candidato ai New York Game Awards 2018 per il Big Apple Award come "Miglior gioco dell'anno" e per l'Herman Melville Award come "Miglior sceneggiatura". È stato inoltre nominato come "Miglior audio", "Miglior design" e "Gioco dell'anno" alla 18ª edizione dei Game Developers Choice Awards, tenutasi il 21 marzo 2018, ed ha vinto il premio come "Miglior gioco di ruolo dell'anno" alla 21ª edizione dei D.I.C.E. Awards.
Inoltre, è stato nominato come "Eccellenza nella colonna sonora", "Eccellenza in risultati tecnici", "Eccellenza in risultati visivi", "Eccellenza in arte", "Eccellenza in design" e "Videogioco dell'anno" ai SXSW Gaming Awards 2018. In occasione della 17ª edizione dei National Academy of Video Game Trade Reviewers Awards, il gioco è stato nominato nelle categorie "Direzione della telecamera in un motore grafico", "Character design", "Game design, Franchise", "Gioco dell'anno", "Colonna sonora drammatica originale, Franchise" e "Sceneggiatura in un dramma".

## Altri media

### Libri
- (EN) NieR:Automata World Guide, vol. 1, Dark Horse Comics, 2019  [2017], ISBN 978-15-0671-031-0.
- (EN) NieR:Automata World Guide, vol. 2, Dark Horse Comics, 2020  [2017], ISBN 978-15-0671-575-9.
- (EN) Jun Eishima, Nier:Automata: Long Story Short, Viz Media, 2018, ISBN 978-19-7470-162-9.
- (EN) Jun Eishima e Yoko Taro, Nier:Automata: Short Story Long, Viz Media, 2019  [2017], ISBN 978-1-9747-0184-1.
- (EN) Jun Eishima, NieR:Automata - YoRHa Boys, Square Enix, 2020  [2018], ISBN 978-16-4609-075-4.

### Manga
Durante il "Yosu-P Santa 2020: NieR Christmas Special" del 24 dicembre 2020, Square Enix ha annunciato l'adattamento manga dello spettacolo teatrale YoRHa Stage Play, Ver. 1.0, tratto dal videogioco e rilasciato sull'app Manga Up!. In Italia il manga sarà pubblicato da Edizioni BD.

### Anime
Durante la diretta per festeggiare i cinque anni dal rilascio del gioco, Square Enix ha annunciato l'adattamento anime di NieR: Automata, prodotto da Square Enix in collaborazione con Aniplex, con animazioni di A1-Pictures. Il 24 settembre, durante l'Aniplex Online Fest 2022, Square Enix ha svelato il primo trailer della serie anime, intitolato "Nier: Automata Ver1.1a", il cui primo episodio è stato pubblicato il 7 gennaio 2023.

### Teatro
Nel 2014, prima dell'uscita del gioco, uno spettacolo teatrale tratto dallo stesso è stato portato in tournée: lo spettacolo, YoRHa Stage Play, Ver. 1.0, approfondisce il passato di A2 e Anemone. Negli anni sono uscite più versioni dello spettacolo, tra le quali un musical, ed ha avuto anche uno spin-off dal titolo YoRHa Boys Ver. 1.0.